# Helena Velena
Helena Velena, nota negli anni ottanta come Jumpy Velena, nata Giampaolo Giorgetti, (Bologna, ...), è una cantante, produttrice discografica e attivista transgender italiana, attiva anche come scrittrice e teorica delle controculture. Attiva nel movimento punk fin dalla fine degli anni settanta, fonda prima i RAF Punk ed in seguito la Attack Punk Records, con la quale pubblica alcuni dei gruppi fondamentali della scena punk ed hardcore italiana come i CCCP Fedeli alla linea, dei quali pubblica i primi album. Sul finire degli anni ottanta la sua ricerca si radicalizza su tematiche cyberpunk e transgender.

## Biografia
Autodefinitasi "guerrigliera semiotico-psichedelica", Helena Velena nasce a Bologna in un corpo maschile negli anni sessanta. Durante il periodo universitario alla facoltà di Scienze politiche, sul finire degli anni settanta, prese parte al fermento del movimento del Settantasette, frequentando attivamente le nascenti realtà controculturali allora attive nella città, e più in particolare la nascente scena punk rock e New wave nazionale, che ivi in quegli anni vedeva i primi albori con la Harpo's Bazaar (poi Italian Records) di Oderso Rubini o presso la Traumfabrik di Filippo Scozzari e Giampiero Huber (The Stupid Set). Un timbro che Jumpy Velena realizza sul muro all'ingresso della Traumfabrik di via Clavature, raffigurante la A cerchiata ed una siringa rotta con la scritta "No Eroina" e firmato RAF Punk, sarà poi ripreso da Andrea Pazienza ed inserito due volte in uno degli episodi di Zanardi.
In questo periodo lavora anche come Dj alla radio libera e voce del movimento bolognese Radio Alice, iniziando ad usare lo pseudonimo Jumpy Velena.

### Jumpy Velena: RAF Punk ed Attack Punk Records
Nel 1979 Jumpy Velena fonda i RAF Punk (dove RAF stava per Rebel Anarchist Fraction) che vedeva Laura Carroli alla batteria (allora compagna e complice delle iniziative di Jumpy), Stefano Cimato detto Steno al basso (che successivamente uscirà dal gruppo per formare i Nabat, lasciando il posto a Barbato), Carlo Chiapparini e Massimo Poggi detto Mammo alle chitarre. Il gruppo, che trovò sede presso il Cassero di Bologna, oltre ad una intensa attività concertistica in tutta Europa, diede vita alla fanzine autoprodotta Attack punkzine e alla etichetta discografica Attack Punk Records, che diventerà ben presto uno dei punti di riferimento della scena anarcopunk italiana.
Nel 1980, in occasione del concerto dei Clash organizzato dal comune di Bologna a Piazza Maggiore, i RAF Punk organizzarono un'azione di protesta, in quella che fu una delle loro prime apparizioni, diffondendo volantini contro il comune e contro il gruppo, giudicato politicamente inconsistente e colpevole di aver firmato poco prima per la CBS. Il comunicato scritto da Jumpy Velena e così distribuito fece clamore e venne pubblicato integralmente da Ciao 2001. Diego Nozza nel suo libro Hardcore. Introduzione al punk italiano degli anni ottanta, sottolinea l'importanza di questo gesto nella scena nazionale prendendolo come punto d'affermazione, anche in Italia, della scena Anarcho punk dalle tendenze più radicalmente politicizzate ed anarco-pacifiste e distinta dalla precedente, che era meno politicizzata oppure più legata al movimento del Settantasette.
Nel 1981 la Attack Punk Records pubblica il suo primo EP, una compilazione curata da Jumpy Velena dal titolo Schiavi nella città più libera del mondo. Il titolo dell'EP, che vedeva la partecipazione oltre che dei RAF Punk, degli Anna FalkSS, dei Bacteria e degli Stalag 17, era una polemica nei confronti dell'ex sindaco di Bologna Renato Zangheri che, prima dei Fatti di Bologna dell'11 marzo 1977, amava sostenere che "Bologna è la città più libera del mondo" perché "la meglio amministrata". Dopo la pubblicazione di Schiavi nella città più libera del mondo, Jumpy Velena e Laura Carroli, in uno dei loro viaggi a Londra porteranno il disco insieme a una copia del libro "Bologna Marzo 1977.. Fatti Nostri" agli Scritti Politti, che poco prima avevano prodotto il loro 7" dal titolo Skank Bloc Bologna, esaltandola per il suo valore di città di sinistra, per mostrare loro come, proprio a Bologna, la rivolta del Marzo 1977 fu sedata militarmente.
Nel 1982 esce la seconda compilation dal titolo Papi, Queens, Reichkanzlers & Presidenti, che vedeva anche gruppi europei come gli inglesi Total Chaos e i finlandesi Kaaos.
Nel 1984 Jumpy Velena produce Ortodossia, il primo singolo dei CCCP Fedeli alla linea, al quale seguiranno gli EP Ortodossia II (1985) e Compagni, cittadini, fratelli, partigiani (1985) e l'LP Affinità-divergenze fra il compagno Togliatti e noi - Del conseguimento della maggiore età (1985). Negli anni in cui la Attack Punk Records e le sottoetichette ad essa collegate (Totò alle prese coi dischi, Extrema! e Multimedia Attack) furono attive, Jumpy Velena produsse, fra gli altri, gruppi come Irha, Rivolta dell'Odio, Cracked Hirn, Tampax, Disciplinatha, Contropotere, I Refuse It!, Youth Brigade, Look Mummy Clowns, Truzzi Broders, A.C.T.H., Raw Power, Underage.
Sempre nel 1984 i RAF Punk vengono invitati dalla statunitense R Radical Records di Dave Dictor dei MDC, a partecipare al doppio album compilazione International P.E.A.C.E. Benefit Compilation, che avrebbe annoverato, fra gli altri, band come Crass, D.O.A., Dirty Rotten Imbeciles, Septic Death, Conflict, Reagan Youth, White Lies, Subhumans, Dead Kennedys, Butthole Surfers, ma anche altri gruppi della scena italiana come Negazione, Peggio Punx, Declino, Contrazione, Impact, Cheetah Chrome Motherfuckers e Wretched. La compilazione uscì in collaborazione con la fanzine di San Francisco a distribuzione internazionale Maximumrocknroll, che mensilmente teneva una rubrica sulla scena hardcore punk italiana.
Nel 1986 i RAF Punk si sciolgono e per un breve periodo Jumpy Velena forma i Trans XXX. Il gruppo fu il primo tentativo italiano di unire le pratiche della ricerca identitaria tramite il sesso estremo, l'hardcore punk/metal e la psichedelia acida.
Nel 1990 Jumpy Velena recitò la parte della cantante del pranzo di nozze (cantando "Rosamunda"), nel film di Federico Fellini, La Voce della Luna.

### Helena Velena: Dal Cybersex al Transgender
Alla fine degli anni ottanta, Helena Velena fonda la Cybercore, un'azienda che realizza banche dati e messaggerie per il neonato Videotel rivolte al target delle "minoranze sessuali", iniziando così a costruire la teoria del Cybersex, prendendo parte attiva nel movimento cyberpunk italiano e contemporaneamente spingendo più avanti il proprio percorso transgender. È del 1993 la definitiva trasformazione nella nuova identità di Helena Velena.
Dopo anni di ricerche e conferenze in questi campi, elabora un Transgender Anti-Manifesto, e nel 1995 pubblica per Castelvecchi il suo Dal Cybersex al Transgrender, importando di fatto in Italia le discussioni più aggiornate che sull'argomento venivano ormai dibattute da tempo in altri paesi. Sul finire degli anni '90 collabora inoltre come consulente su questi temi con MediaMente, trasmissione televisiva dedicata al mondo delle nuove tecnologie, prodotta da RAI Educational e condotta da Carlo Massarini.
Ciò la condurrà a una intensa attività mediatica di interviste cartacee, radiofoniche e televisive, articoli su riviste e libri e soprattutto conferenze e due spettacoli teatrali, "TRANSizione di sex / mutazione di GENDER" e "Not Politically Correct - (trans)sex, drugs & ribellione sociale", che la porteranno ad elaborare una visione del transgender sempre più estrema e conflittuale come filosofia della rimappatura del gender, piuttosto che come versione politically correct del termine "transessuale".

## Discografia
con RAF Punk
- 1982 - W La Resistenza / Sarò Anche Pacifista, Ma..., su Schiavi nella città più libera del mondo, Attack Punk Records
- 1984 - Contro La Pace, Contro La Guerra, Per La Rivoluzione Sociale, su International P.E.A.C.E. Benefit Compilation, R Radical Records
- 2005 - W La Resistenza, su Punk in Italia, Toxic Records

come Helena Velena
- 1992 - due tracce, su Happening digitali interattivi - DVD, Strano Net
- 2008 - Colpa d'Alfredo, (con Ronin e Giorgio Canali) su Deviazioni - Un Omaggio a Vasco Rossi, Mucchio Extra
- 2013 - Pulsional rosa rossa (live in Vradia), (con Antonio Saccoccio, Fabiorosho, Vitaldo Conte) su Pulsional Ru.Mo.Re!, Avanguardia 21
- 2013 - Short Neotribal Suite, (con Antonio Saccoccio e Vitaldo Conte), su Pulsional Ru.Mo.Re!, Avanguardia 21
- 2013 - Benzodiazepine Purgatorium, su La Femminilizzazione del Mondo, Ozky E-Sound
- 2013 - Pulsional Rumore (gliss), (con 7tn4CC e Vitaldo Conte) su 0kbps050, MAV Records
- 2019 - Downburst (sax solo) su Trash & Dental di Corkscrew № 4453556

con HelenaVelena
- 2002 - Zero punto sei, (mini cd - 4 tracks), Private Pressing
- 2006 - Niente, ma l'Essere..., (mini cd - 4 tracks), Private Pressing
- 2008 - Per una teoria del tutto..., (cd - 12 tracks), Private Pressing
- 2015 - Darling, su Un tipo atipico - Tributo a Ivan Cattaneo, Soter

## Pubblicazioni
- 1983 - "(dalle fanzines alle) Punkzines, o della Selfcommunication Antagonista", sul volume La Rivolta dello Stile, Franco Angeli, Milano
- 1991 - "W la Resistenza" - "Punk Am In Azione" sul volume Opposizioni 80, Amen, Milano
- 1992 - "Cybersex - Articolazioni Cybernetiche" sul volume Giù Nel Cyberspazio, Arci Nova, Padova
- 1993 - Virtual Cyberdelica, Cybercore, Bologna
- 1993 - "Terminatrix" sul volume Erotica 93, Granata Press, Bologna
- 1993 - "Cybersex (il corpo del)" sul volume Cyberbody, L'Ortica, Bologna
- 1993 - "intervento sbobinato" sul volume Los Angeles che Brucia, Grafton, Bologna
- 1993 - Annihilate this week, Synergon, Bologna
- 1994 - "Cybersex" sul volume Erotica, Pendragon, Bologna
- 1994 - "Cybersex, la chiave pericolosa per le porte della percezione", sul volume Mondi Virtuali, Alkaest, Roma
- 1995 - Dal Cybersex al Transgrender, Castelvecchi, Roma
- 1995 - "Autointervista" sul volume Sesso Estremo di Reverendo Cooper, Castelvecchi, Roma
- 1996 - "Telematica di base e alternativa" sul volume Nubi All'Orizzonte, Castelvecchi, Roma
- 1996 - "Cybermutazioni, Mutocyberazioni, Psycofarfugliamenti..." su CAOS - Progetto 4/96 (Leofreddi), Leofreddi, Roma
- 1996 - "Sfida al Communications Decency Act" sul volume Netstrike - No Copyright et(-:, AAA, Pordenone
- 1996 - "La Perfetta Psicoterapeuta", postfazione al volume La Sadica Perfetta di Terence Sellers, Shake, Milano
- 1998 - "Lettera Quasi d'Amore..." sul volume Lettere d'Amore, Mondadori Milano
- 1999 - Dal Cybersex al Transgender, terza edizione estesa, Castelvecchi, Roma
- 1999 - "Re. iscrizione a LLI" sul volume Mailing Desire, Il Dito e la Luna Edizioni, Milano
- 1999 - "Transgender Generation" sul volume Mode - Guida agli stili di strada e in movimento, ADN Kronos, Roma
- 2000 - "presentazione delirio" sul catalogo Rossonapoli di Paolo Perrelli, Il Cassero, Bologna
- 2000 - "commento delirio a NEPTUNA di David Lachappelle" sul volume 100 AL 2000: Il Secolo della Fotoarte, Photology, Milano
- 2001 - "Teoria? Ca**o (anzi f**a) pratica!, prefazione al volume Anal Core di Miguel Angel Martin, Topolin Edizioni, Milano
- 2001 - "Transgender", voce del volume Lessico Postfordista - Dizionario di Idee in Mutazione, Feltrinelli, Milano
- 2001 - Il popolo di Seattle, Malatempora, Roma
- 2001 - Culture contro, Malatempora, Roma
- 2002 - "Violenza", voce del volume Organismi Genovamente Modificati - Genova Luglio 2001, Zero in Condotta, Milano
- 2002 - "Tra le albe e i tramonti, e nuove albe color arcobaleno" prefazione a Tra le Rose e le Viole di Porpora Marcasciano, Manifestolibri, Roma
- 2002 - "Primi passi verso una necessaria (porno) sex revolution" sul volume SIN! Sin & Secrets, Pink'O Enterprose, Rimini
- 2003 - "La Prostituzione Virtuale" sul volume Porneia, Il Poligrafo, Padova
- 2004 - "Mai dimenticherò i baci di Sabrina" sul volume Peccati Veniali, Coniglio Editore, Roma
- 2004 - "Tetsuo" su (La Mutazione Infinita di) Tetsuo Il Fantasma di Ferro di Shinya Tsukamoto, Raro Video, Roma
- 2005 - "Hey Baby!" sul catalogo Necrostar, La Morte del Mito di Stefano di Nottia, Ianuarte, Roma
- 2006 - "The First Four Years -- No, in questo caso eight years..." su Lumi di Punk di Marco Philopat, Edizioni X, Milano
- 2009 - "La Maschera che Vela: L'Altra Storia dei Supereroi" sul volume Nuvole e Arcobaleni di Susanna Scrivo, Tunuè, Latina
- 2011 - "Intervista", sul volume Riposa in Pace... Anzi No! di Chiara Cazzato, Tempesta Editore, Roma
- 2012 - "Strategie di Sopravvivenza" sul volume 365D - Trecentosessantacinque giorni da DONNA, SilvanaEditore, Roma
- 2012 - "S/Formazione dell'In/contenuto" sul volume Pulsional Ru.Mo.Re! Pulsional Ritual - TransArt in Sud-Mediterraneo, Gepas, Avola
- 2015 - "Eroine del noir e proto-porno italiano degli anni 60 e 70: Role Models Negative o Positive?" su DWF - A Tratti Femminista, Utopia, Roma
- 2018 - "Su: Abbiamo pazientato 40 anni: ora basta!" sul volume Tu Meriti il Posto che Occupi di Giovanni Rossi, Tsunami, Milano
- 2019 - "Perversi Polimorfi Proto-T* all'Alba del Riflusso degli Anni '80" sul volume T*, Mousse Publishing, Milano
- 2021 - "prefazione" sul volume Teorema del Copo III - Sentire l'Eros di Dona Amati, FusibiliaLibri, Roma
- 2021 - "Porno Fumetti, Gioia e Rivoluzione (Sessuale) sul volume I Am Gonzo, Viaindustriae Publishing, Foligno

## Filmografia
- 1988 - Voglia di Rock, regia Massimo Costa, nel ruolo di un punk1990 -
- 1990 - La Voce della Luna, regia Federico Fellini, nel ruolo del cantante al pranzo di nozze
- 2005 - Mamma Dammi la Benza, (documentario / serie televisiva) regia di Angelo Rastelli, nel ruolo di se stessa
- 2012 - Questa Non E' Una Esercitazione,  (documentario) regia di Alessandro Cavazza, nel ruolo di se stessa
- 2014 - Smetto quando Voglio, regia di Sydney Sibilia, nel ruolo di una tossica
- 2015 - Italian Punk Hardcore 1980/1989, (documentario) regia di F.O.A.D. Records, nel ruolo di se stessa
- 2015 - Metamorfosi, (documentario) regia di Paolo Lipartiti, nel ruolo di se stessa
- 2016 - Rotte Indipendenti, (documentario / serie televisiva), regia di Lara Rongoni e Giangiacomo de Stefano, nel ruolo di se stessa
- 2016 - Porno e Libertà, (documentario) regia di Carmine Amoroso, nel ruolo di se stessa
- 2019 - Spore, (fiction) regia di Alessia Di Giovanni, nel ruolo di Jumpy Velena, cantante dei RAF Punk
- 2020 - Malenostro, (fiction) regia di Marianna Sciveres, nel ruolo di se stessa

### Documentari
- Italian Punk Hardcore: 1980-1989 di Angelo Bitonto, Giorgio S. Senesi e Roberto Sivilia (2015)